# Kyselina dusitá
Kyselina dusitá HNO2 je nestálá, slabá jednosytná kyselina, která je stabilní jen ve studených, zředěných, slabě modře zbarvených vodných roztocích.

## Příprava
Teoreticky ji lze připravit reakcí oxidu dusitého s vodou:
N2O3 + H2O → 2HNO2,
ale vzniklá kyselina dusitá rychle disproporcionuje za vzniku kyseliny dusičné, oxidu dusnatého a vody:
3HNO2 → HNO3 + 2NO + H2O.
Při reakci oxidu dusičitého s vodou vzniká směs kyseliny dusičné s kyselinou dusitou:
N2O4 + H2O → HNO2 + HNO3.
V přírodě byla prokázána jako nepatrná součást smogu (až 10 μg/m3), kde vzniká již uvedenou reakcí oxidu dusičitého s vodní párou, ale téměř okamžitě se dále rozpadá.
Kyselinu dusitou také připravit rozkladem dusitanů silnými kyselinami, např. kyselinou chlorovodíkovou:
NaNO2 + HCl → HNO2 + NaCl.
Kyselina dusitá tvoří jednu řadu solí, které se nazývají dusitany, a jsou stálé. Například dusitan sodný můžeme připravit reakcí oxidu dusitého s hydroxidem sodným:
N2O3 + 2NaOH → 2NaNO2 + H2O.
Oxid dusičitý reaguje s vodou za vzniku kyseliny dusité a kyseliny dusičné.
2 NO2 + H2O → HNO3 + HNO2

## Rozklad
Zředěné a chladné roztoky kyseliny dusité se rychle rozkládají na oxid dusičitý, oxid dusnatý a vodu.
2 HNO2 → NO2 + NO + H2O
V horkých koncentrovaných roztocích kyseliny dusité při rozkladu vzniká kyselina dusičná, oxid dusnatý a voda.
3 HNO2 → HNO3 + 2 NO + H2O

## Použití
V organické chemii se používá při přípravě nestálých diazoniových solí z primárních aminů, zejména aromatických. Všeobecně reakcí s kyselinou dusitou jako činidlem lze od sebe odlišit primární, sekundární a terciární aminy; kyselina dusitá se přitom získává uvolněním z dusitanů silnou kyselinou přímo v reakční směsi.